# Mickaël Roche
Mickaël Roche (Papeete, 24 dicembre 1982) è un calciatore francese nato a Tahiti, portiere del Dragon.

## Carriera

### Club
Ha giocato in Francia, nella squadra riserve del Monaco e nel Menton.

### Nazionale
Il 20 giugno 2013 gioca da titolare in Confederations Cup nella partita persa per 10-0 contro la Spagna.

## Palmarès

### Nazionale
Coppa d'Oceania: 1 
2012